# كينيدي وينستون
كينيدي وينستون (بالإنجليزية: Kennedy Winston)‏ مواليد 29 يوليو 1984 في بريتشارد، هو لاعب كرة سلة أمريكي معتزل. بدأ مسيرته الاحترافية في سنة 2005. يبلغ طوله 6 قدم 6 بوصة (2.0 م).

## المسيرة الاحترافية
لعب مع سي بي غران كناريا في الدوري الإسباني في موسم 2005–2006، ثم لعب مع بانيونيس في موسم 2006–2007، ثم لعب مع باناثينايكوس في موسم 2007–2008، ثم لعب مع تورك تيليكوم في الدوري التركي في موسم 2008–2009، ثم لعب مع ريال مدريد لكرة السلة في الدوري الإسباني في سنة 2009، ثم لعب مع فيرتوس روما في الدوري الإيطالي في موسم 2009–2010، ثم لعب مع فيرتوس بالاكانسترو بولونيا في موسم 2010–2011، ثم لعب مع أوستند في موسم 2011–2012، ثم لعب مع بي سي إم جرافيلين في الدوري الفرنسي في سنة 2013.

## روابط خارجية
- كينيدي وينستون على موقع الدوري الأوروبي لكرة السلة (الإنجليزية)
- كينيدي وينستون على موقع الدوري الإسباني لكرة السلة (الإسبانية)
- كينيدي وينستون على موقع كرة السلة الأوروبية.كوم (الإنجليزية)
- كينيدي وينستون على موقع كلية كرة السلة في سبورتس رفرنس.كوم (الإنجليزية)
- كينيدي وينستون على موقع ريلجم (الإنجليزية)
- كينيدي وينستون على موقع بروبوليرز (الإنجليزية)
- كينيدي وينستون على موقع سبورتس رفرنس (الإنجليزية)